# 玉名 (玉名市)
玉名（たまな）は熊本県玉名市の地名。郵便番号865-0005。
字は別となる両迫間（郵便番号865-0006)を含められる場合もある。
玉名と両迫間で旧玉名村を構成しており，村域がそのまま玉名村立玉名小学校のち玉名市立玉名小学校の校区だった。（2018年（平成30年)に周囲の梅林，小田，月瀬，石貫，三ツ川と統合し玉名市立玉陵小学校となる）

## 地理
菊池川の西岸(一部(向迫間)は東岸）、繋根木川の東岸に存在する。
元玉名，永安寺，岡，大坊，島，上迫間*，下迫間*，向迫間*の部落（集落）からなる。(*は両迫間）

## 歴史
菊池川一帯は、装飾古墳が多いことで知られるが、玉名には大坊古墳、永安寺東古墳、永安寺西古墳、馬出古墳があり，装飾は確認できないが小路古墳等の古墳も存在する。
元玉名には玉名大神宮がある。その祭神は天照大神と景行天皇。古くはご神体の玉を管理する巫女として玉依姫を祀っていたと考えられている。1877年（明治10年）2月27日には，西南戦争高瀬の戦いにおいて官軍第14聯隊長乃木希典少佐が，この玉名大神宮付近で負傷している。
1874年（明治7年）に寄名村，玉名村，社家村，下社家村が合併して玉名村に，迫間村と下迫間村が合併して両迫間村となる。
1889年（明治22年）に玉名村と両迫間村が合併して玉名村となる。

## 世帯数と人口
2015年（平成27年）10月1日現在の世帯数と人口は以下の通りである。
| 町丁 | 世帯数  | 人口    |
| ---- | ------- | ------- |
| 玉名 | 705世帯 | 1,507人 |

## 交通

### 鉄道
- JR九州九州新幹線新玉名駅

### 道路
- 国道208号玉名バイパス
- 熊本県道4号玉名八女線
- 熊本県道6号玉名立花線
- 熊本県道16号玉名山鹿線

## 施設
- たまきな幼稚園（旧たまきな保育園）
- 玉名市立玉陵小学校
- 玉名市立玉陵中学校 - 1958年（昭和33年）玉名市立錦水中学校，玉名市立小田中学校が統合して創立
- くまもと県北病院（玉名市立玉名小学校跡地に建てられた）
- 玉名郡市医師会
- たまきな荘
- 玉名迫間郵便局

## 史跡等
- 友枝塾跡
- 舟島…西南の役本営跡
- 玉依姫
- 錦水中学校跡
- 迫間八幡宮
- 玉名大神宮
- 馬出古墳
- 小路古墳
- 永安寺東古墳 - 平凡社『太陽 No.8』(1964年(昭和39年).2)の表紙に内部の装飾が掲載され，誌面にもカラー写真が数多く掲載されて装飾古墳壁画が広く一般に紹介されることになり，各地の古墳を訪れる人々が急増し装飾古墳ブーム・考古学ブームといえる現象が起きた。
- 永安寺西古墳
- 大坊古墳  - 1917年（大正６年）京都帝国大学文科大学（現在の京都大学大学院文学研究科・文学部）の浜田耕作，梅原末治により初めて学術的調査が行われて，調査報告が『肥後における装飾ある古墳及び横穴』として刊行され，大坊古墳のみならず装飾のある古墳のことが初めて知られるようになった。

## 出身・関係著名人
- 大塚退野
- 友枝庄蔵
- 川本末雄